# Direção-Geral do Livro, dos Arquivos e das Bibliotecas
A Direção-Geral do Livro, dos Arquivos e das Bibliotecas, também conhecida por DGLAB, é um serviço central da administração direta do Estado Português, dotado de autonomia administrativa, que tem por missão assegurar a coordenação do sistema nacional de arquivos e a execução de uma política integrada do livro não escolar, das bibliotecas e da leitura.
Foi criada em 2012, na dependência da Presidência de Conselho de Ministros/Secretário de Estado da Cultura, após a fusão entre dois organismos: a DGLB – Direção-Geral do Livro e das Bibliotecas e a DGARQ – Direção-Geral de Arquivos.

## Organização

### Área do Livro

#### Direção de Serviços do Livro
Desenvolve um programa integrado com o objetivo de promover a leitura e elevar os índices de literacia, em articulação com os sectores público e privado; fomentar a criação em todos os domínios da produção literária, através do apoio a autores, editores e entidades que concorrem para o desenvolvimento do setor; apoiar e promover a edição de obras que contribuam para um maior conhecimento do património literário português; atribuir e patrocinar prémios literários e de ilustração; planear e executar programas de divulgação dos autores portugueses no estrangeiro; apoiar o setor do livro e da leitura nos PALOP, em parceria com organismos nacionais e africanos; produzir e disponibilizar ao público informação sobre escritores e ilustradores portugueses.
São atribuições da DGLAB na área do livro:
- Assegurar o desenvolvimento de uma política do livro não escolar e da leitura;
- Promover a leitura, em articulação com os setores públicos e privado;
- Fomentar a criação em todos os domínios da produção literária, através do apoio à criação e à edição, a prémios e a entidades que concorram para o desenvolvimento do setor do livro, em termos a definir em diploma próprio;
- Estimular a pesquisa e a elaboração de estudos, em particular sobre o mercado do livro e sobre os hábitos de leitura, em articulação com o Gabinete de Estratégia, Planeamento e Avaliação Culturais (GEPAC);
- Elaborar e desenvolver programas e projetos que contribuam para a consolidação de uma economia sustentável do setor do livro;
- Planear e executar a difusão dos autores portugueses e das respetivas obras no estrangeiro;
- Intensificar a difusão do livro português nos países de língua oficial portuguesa, sem prejuízo das atribuições próprias do Ministério dos Negócios Estrangeiros;
- Produzir e disponibilizar informação sobre autores portugueses, editores e livrarias.

### Área dos Arquivos
À área de Arquivos compete a coordenação do sistema nacional de arquivos, independentemente, da sua forma e suporte de registo. Esta tem por missão estruturar, promover e acompanhar de forma dinâmica e sistemática a intervenção do Estado no âmbito da política arquivística. Através da sua atuação pretende-se contribuir para a proteção, valorização e disseminação do património arquivístico. É ainda a entidade coordenadora da Rede Portuguesa de Arquivos.
São atribuições da DGLAB na área dos arquivos:
- Assegurar a execução e o desenvolvimento da política arquivística nacional e o cumprimento das obrigações do Estado no domínio da património arquivístico e da gestão de arquivos, em qualquer forma ou suporte e em todo o território nacional;
- Promover a qualidade dos arquivos enquanto recurso fundamental ao exercício da atividade administrativa, de prova ou de informação visando a sua eficiência e eficácia, nomeadamente no que se refere às suas relações com os cidadãos;
- Superintender técnica e normativamente e realizar ações de auditorias em todos os arquivos do Estado, autarquias locais e empresas públicas, bem como em todos os conjuntos documentais que, nos termos da lei, venham a integrar o património arquivístico e fotográfico protegido;
- Assegurar a aplicação das disposições integrantes da lei de bases da política cultura e do regime de proteção e valorização do património cultural, no âmbito do património arquivístico e fotográfico;
- Promover o desenvolvimento e a qualificação da rede nacional de arquivos e facilitar o acesso integrado à informação arquivística;
- Assegurar, em articulação com as entidades competentes, a cooperação internacional no domínio arquivístico;
- Exercer, em representação do Estado, o direito de preferência em caso de alienação, designadamente em hasta pública ou leilão, de espécies arquivísticas valiosas ou de interesse histórico-cultural do património arquivístico e fotográfico, independentemente da sua classificação ou inventariação;
- Exercer, em representação do Estado, os demais direitos patrimoniais relativos ao acervo de que é depositário;
- Aceitar, em representação do Estado, doações, heranças e legados desde que previamente autorizados pelo membro do Governo responsável pela área da cultura, bem como aceitar dação, depósito, incorporação, permuta ou reintegração de documentos de arquivo.

A DGLAB é responsável pela administração dos:

#### Arquivos Nacionais
- Arquivo Nacional da Torre do Tombo
- Centro Português de Fotografia
- Arquivo Histórico Ultramarino

#### Arquivos Distritais
- Arquivo Distrital de Aveiro
- Arquivo Distrital de Beja
- Arquivo Distrital de Bragança
- Arquivo Distrital de Castelo Branco
- Arquivo Distrital de Évora
- Arquivo Distrital de Faro
- Arquivo Distrital da Guarda
- Arquivo Distrital de Leiria
- Arquivo Distrital de Portalegre
- Arquivo Distrital do Porto
- Arquivo Distrital de Santarém
- Arquivo Distrital de Setúbal
- Arquivo Distrital de Viana do Castelo
- Arquivo Distrital de Vila Real
- Arquivo Distrital de Viseu

### Área das Bibliotecas
A DGLAB é o organismo coordenador do Programa da Rede Nacional de Bibliotecas Públicas. A DGLAB pretende disponibilizar recursos e serviços para as bibliotecas, fomentando entre estas o diálogo e a cooperação, de modo a contribuir para um serviço de biblioteca pública de qualidade.
São atribuições da DGLAB na área das bibliotecas:
- Assegurar a execução da política nacional para as bibliotecas públicas, em conformidade com as orientações dos organismos do setor, em articulação com as autarquias, às quais compete a tutela e gestão desses equipamentos;
- Superintender técnica e normativamente as bibliotecas públicas, de acordo com o quadro legislativo para o setor;
- Acompanhar a evolução da sociedade da informação e do conhecimento, promovendo no setor das bibliotecas públicas a produção e o acesso a recursos e serviços eletrónicos;
- Promover a qualidade do serviço de biblioteca pública procedendo, regularmente e em articulação com o GEPAC, à sua avaliação, bem como à elaboração de estudos;
- Promover, em conjunto com outras entidades, a formação dos técnicos de bibliotecas;
- Representar o setor do livro, dos arquivos e das bibliotecas em organismos e fóruns internacionais em articulação com o GEPAC.

## Histórico institucional
O Instituto Português de Arquivos (IPA) foi criado pelo Decreto-Lei n.º 152/88, de 29 de Abril, surgindo com o objetivo de planear e estabelecer um sistema nacional de arquivos que visava a coordenação e execução de uma política arquivística integrada.
Da fusão do Instituto Português de Arquivos com o Arquivo Nacional da Torre do Tombo (ANTT) resultaram os Arquivos Nacionais / Torre do Tombo, cuja orgânica foi aprovada pelo Decreto-Lei n.º 106-G/1992, de 1 de Junho. O Instituto dos Arquivos Nacionais / Torre do Tombo (1997-2007) sucedeu ao ANTT na universalidade dos seus direitos e obrigações, consubstanciados no Decreto-Lei n.º 42/1996 de 7 de Maio. No âmbito do Programa de Reestruturação da Administração Central do Estado (PRACE), o IAN-TT foi extinto, dando origem à Direção-Geral dos Arquivos.
A Direcção-Geral do Livro e das Bibliotecas foi criada pelo Decreto-Lei nº 92/2007, de 29 de Março, com vista a assegurar a coordenação e a execução da política integrada do livro não escolar, das bibliotecas e da leitura. Resulta da sucessão de vários organismos: o IPL, instituído em 1980, cujas atribuições começaram por se circunscrever às políticas de apoio à edição, de implantação do livro nos Países Africanos de Língua Oficial Portuguesa e de promoção do autor no estrangeiro. Mais tarde, incluiu-se também a promoção da leitura, pelo que em 1987, ano do lançamento do Programa da Rede Nacional de Bibliotecas Públicas, o IPL foi substituído pelo Instituto Português do Livro e da Leitura (IPLL).
A opção por uma política vertical em cada um dos sectores da cultura conduziu à fusão do Instituto Português do Livro e da Leitura com a Biblioteca Nacional, em 1992, criando-se o Instituto da Biblioteca Nacional e do Livro. A separação novamente dos dois organismos fez nascer, em 1997, o Instituto Português do Livro e das Bibliotecas (IPLB), a que se sucedeu a já referida Direção Geral do Livro e das Bibliotecas, que integrava também a Biblioteca Pública de Évora.